# Мартін фон Ремер
Мартін Александер фон Ремер (нім. Martin Alexander von Römer, 11 березня 1881 — 11 червня 1958) — німецький військовий діяч часів Третього рейху.

## Життєпис
Походив з німецького шляхетського роду Ремерів, саксонської гілки. Син Германа фон Ремера та Вільгеміни Шіллінг. Народився 1881 року у Волгаузені (нині частина Маркнойкірхен). Після здобуття середньої освіти 1901 року приєднався до Тринадцятого єгерського батальйону Другого королівського полку Саксонії, що розташовувався у Дрездені. Служба тривала 1 рік. 1903 року повернувся до батальйону з чином фенріха. 1904 року надано звання лейтенанта.
З 1908 до 1912 року перебував у військовому штаті при кронпринці Георгу, потім при принці Ернсті Генріху. 1913 року повернувся до свого батальйону зі званням капітана.
З 1914 року на чолі роти брав участь у Першій світовій війні. Взимку 1916/1917 років служив у штабі 53-ї дивізії резерву, потім став командиром батальйону в королівському саксонському полку «Принц Георг». Після закінчення війни він був переведений в тимчасовий рейхсвер.
1919 року очолив роту 23-го прикордонного єгерського полку, що розташовувався у Бауцені. 1920 року переведено до Першого (саксонського) піхотного полку у Фраубургу. 1924 року він був переведений до штабу 6-ї дивізії в Мюнстері, а 1 березня 1925 року підвищено до майора.
1926 року переведено до штабу військово-тренувального району Сенне (біля Детмольда, Вестфалія). 1928 року призначений командиром тренувального батальну П'ятнадцятого піхотного полку в Марбурзі. 1930 року звільнено з військової служби у званні підполковник.
1933 році як е-офіцер (колишній військовий в чорному рейхсвері) в Оппельнському прикордонному відділенні. 1934 року повертається на військову службу. 1936 року призначено командиром батальйону в 54-му піхотному полку. 1938 року займався мобілізацією в Сілезії.
1939 року очолив 375-й піхотний полк, брав участь у Польській кампанії. 1940 року був учасником війни проти Бельгії та Франції.
1941 року зі своїм полком входив до «групи Центр». З початком війни проти Радянського Союзу брав участь у прикордонних битвах. 1941 року призначено польовим командиром Берестя. Потім очолив волинсько-подільську охорону зі штабом у Луцьку. Невдовзі стає військовим комендантом Білої Церкви, а з 1942 року — Києва. Тут порушував питання занадто великої кількості українського сільського населення та значної народжуваності, що на його думку становило загрозу «плану Ост» і плану Німеччини з колонізації українських земель.
1 січня 1943 року надано звання генерал-майора. 31 грудня 1943 року звільнений з військової служби. Відтак повернувся до Саксонії. Після вторгнення радянських військ у 1945 році до східних меж Третього Рейху перебрався до Баварії. Помер 1958 року у Франкфурті-на-Майні.

## Нагороди
- Орден Церінгенського лева, лицарський хрест 2-го класу (5 листопада 1911)
- Орден дому Саксен-Ернестіне, лицарський хрест 2-го класу (3 червня 1911)
- Орден Грифа, лицарський хрест (3 червня 1911)
- Почесний хрест (Ройсс) 3-го класу (14 червня 1911)
- Орден Альберта (Саксонія), лицарський хрест
  - 2-го класу (9 березня 1912)
  - 1-го класу з мечами (22 грудня 1914)
- Залізний хрест 2-го і 1-го класу
- Військовий орден Святого Генріха
  - лицарський хрест (2 червня 1915)
  - командорський хрест 2-го класу (29 квітня 1918)
- Королівський орден дому Гогенцоллернів, лицарський хрест з мечами
- Нагрудний знак «За поранення» в чорному
- Почесний хрест ветерана війни з мечами
- Медаль «За вислугу років у Вермахті» 4-го, 3-го, 2-го і 1-го класу (25 років)
- Застібка до Залізного хреста 2-го і 1-го класу
- Хрест Воєнних заслуг 2-го і 1-го класу з мечами